# Tolerância medicamentosa
Tolerância medicamentosa é a diminuição do efeito de uma medicação por exposição excessiva do paciente ao seu princípio ativo. Traduz-se, na prática, pelo uso de dosagens cada vez maiores do mesmo medicamento para se obter os mesmos resultados comumente relacionados às dosagens padrão.
A redução na resposta do paciente à medicação está normalmente relacionada ao uso frequente e regular da mesma, que aumenta a tolerância e facilita o desenvolvimento de toxicodependência.